# EinDollarBrille (Verein)
Der EinDollarBrille e. V. ist eine gemeinnützige, unabhängige, deutsche Organisation zur Entwicklungszusammenarbeit. Der Verein wurde 2012 von Martin Aufmuth in Erlangen gegründet mit dem Ziel, eine augenoptische Grundversorgung für Menschen in Entwicklungsländern weltweit zu schaffen, die keinen Zugang zu Sehtests oder bezahlbaren Brillen haben. Auf internationaler Ebene tritt die Organisation unter der Bezeichnung GoodVision auf. Schwesterorganisationen sind EinDollarBrille Schweiz und GoodVision USA neben den vor Ort tätigen Organisationen in den Programmländern in Afrika, Asien und Lateinamerika.
Die Teams versorgen Menschen mit kostenlosen Sehtests, produzieren und verkaufen Brillen vor Ort und kümmern sich auch um die Betreuung der Menschen, die eine weiterführende medizinische Behandlung und Operationen benötigen. Die Organisation verstärkt zunehmend ihr Engagement für die Bekämpfung vermeidbarer Erblindung, v. a. von Katarakt, Glaucom, Trachom.

## Hintergrund
Einer Studie der WHO von 2019 zufolge leiden rund 950 Millionen Menschen unter einer behandelbaren Fehlsichtigkeit. Viele von ihnen haben entweder keinen Zugang zu augenoptischer Grundversorgung oder ihnen fehlt das Geld um sich eine herkömmliche Brille zu kaufen. Der geschätzte Einkommensverlust, der dadurch entsteht, dass Menschen nicht oder nicht mehr arbeiten können und dass junge Menschen nicht richtig lernen können, betrug 2011 alleine bei den Kurzsichtigen und Altersweitsichtigen zusammen rund 270 Mrd. US-Dollar pro Jahr. Zum Vergleich betrug die gesamte weltweit geleistete Entwicklungshilfe im Jahr 2011 insgesamt 134,04 Milliarden US-Dollar.

## Verein
Der EinDollarBrille e. V. ist eine konfessionell und politisch unabhängige, gemeinnützige und nichtstaatliche Hilfsorganisation der Entwicklungszusammenarbeit.

### Geschichte
Der EinDollarBrille e. V. wurde im Juni 2012 gegründet. Er hat seinen Sitz in Erlangen und ist als gemeinnützig anerkannt, VR Fürth/200672.

### Ziele
Der Verein will eine augenoptische Grundversorgung für Menschen in Entwicklungsländern weltweit erreichen. Er baut in Zusammenarbeit mit Partnern vor Ort Strukturen in Entwicklungsländern auf, die langfristig eine finanziell unabhängige Versorgung der Menschen mit günstigen, qualitativ hochwertigen und vor Ort produzierten Brillen sicherstellen sollen.

### Organe
Der Verein wird von einem vierköpfigen Vorstand geleitet. Erster Vorstand ist seit 2012 Martin Aufmuth, zweiter Vorstand Karsten Wolf. Im erweiterten Vorstand sind Peter Seitz und Freitag. Gemäß § 8 der Satzung sind die Organe des Vereins die Mitgliederversammlung und der Vorstand. Die Funktion dieser Organe ist in § 9 und § 10 der Satzung beschrieben.

### Mitglieder und Mitarbeiter
Ende 2023 sind rund 40 Mitarbeitende in Deutschland und über 600 Mitarbeitende in den Projektländern hauptamtlich für den Verein tätig (gezählt werden geringfügig sowie in Teil- und Vollzeit Beschäftigte). Zusätzlich engagieren sich zu diesem Zeitpunkt in Deutschland bis zu 300 Ehrenamtliche für die Ziele des Vereins.

### Spenden
Der EinDollarBrille e. V. finanziert seine Arbeit bislang hauptsächlich durch Spenden. Im Jahr 2020 betrugen die Einnahmen 4.694.128 Euro.

### Auszeichnungen
2017 wurde Martin Aufmuth als Gründer der EinDollarBrille die Bayerische Staatsmedaille für soziale Verdienste verliehen. Außerdem wurde Martin Aufmuth zum Ashoka Fellow ernannt. Ashoka ist die größte und älteste Organisation zur Förderung von Sozialunternehmern weltweit. Ende 2017 wurde die EinDollarBrille zudem mit dem Next Economy Award in der Kategorie „People“ ausgezeichnet.

### Vorgehensweise
Der Rahmen der EinDollarBrille besteht aus Federstahldraht und wird auf einer manuell betriebenen Biegemaschine von den Menschen vor Ort hergestellt. Vorgeschliffene Gläser in Stärken von −10,0 bis +8,0 Dioptrien können mit einem Handgriff in den Rahmen eingeklickt werden.
Weltweit fehlen nach eine Studie der WHO 65.000 augenoptische Fachkräfte. Der EinDollarBrille e. V. bildet Menschen vor Ort in der Brillenherstellung und als augenoptische Fachkräfte aus. Die Ausbildung zum „GoodVision Technician“ dauert insgesamt ein Jahr und versetzt die Absolventen in die Lage, einfache Sehtests durchzuführen und die Brillen anzupassen.
Der Verein bildet auch Menschen mit körperlichen Einschränkungen aus und beschäftigt diese. Der EinDollarBrille e. V. finanziert aus Spendenmitteln den Aufbau nachhaltiger Strukturen in den Projektländern wie Ausbildungskosten oder technische Ausstattung. Die laufenden Kosten in den Projektländern finanzieren sich teilweise aus dem Verkauf der Brillen.

### Schwerpunktländer
Der EinDollarBrille e. V. und seine Schwesterorganisationen EinDollarBrille Schweiz und GoodVision USA unterstützen derzeit die Programme in Afrika, Asien und Lateinamerika, darunter Bolivien, Brasilien, Burkina Faso, Indien, Kenia, Kolumbien, Liberia, Malawi, Nepal, Paraguay, Peru. Die Organisation möchte in weiteren Ländern aktiv werden und unterhält auch Kooperationen in Ländern, in denen sie selbst noch nicht aktiv ist (Partner-Modell).